# Basilica soluntina di Sant'Anna
La basilica soluntina di Sant'Anna (in latino Soluntina Ecclesia), si trova nel comune di Santa Flavia in provincia di Palermo.
È la chiesa madre del territorio di santa Flavia e sede parrocchiale.

## Storia
Venne costruita su una preesistente cappella rurale dell'inizio del XVII secolo, forse già dedicata a sant'Anna.
Nel 1666, acquistata dai principi Filangeri insieme con una vicina "casina" – in seguito sostituita dalla villa Filangeri – assunse il ruolo di cappella di famiglia: i primi interventi d'ingrandimento iniziarono nel 1704 e terminarono nel 1756, con la consacrazione del 19 giugno 1763.
Una seconda fase d'ingrandimento ebbe inizio nello stesso anno 1756 e si concluse nel 1785: la trasformazione fu radicale, tanto da rendere necessaria una seconda e definitiva consacrazione il 24 luglio, festività della titolare sant'Anna.
Con l'aggregazione alla basilica di San Giovanni in Laterano nel 1764, la chiesa acquisì il titolo di basilica con il privilegio di concedere indulgenze a chiunque la visitasse. Nel 1794 papa Pio VI donò le ossa del martire romano sant'Agapeno alla basilica, reliquie ancora custodite nell'originaria teca in legno dorato e dipinto, posta tra le colonnine in marmo rosso dell'altare maggiore.

## Descrizione
All'inizio della prima fase dei lavori risale la navata ovale con quattro nicchie provviste di altari in marmi policromi, ispirata al barocco romano; soltanto in seguito si aggiunsero le due navate laterali e il presbiterio.
Di grande impatto scenografico la luminosa cupola a cassettoni ottagonali che ricopre la navata ovale, con l'oculo del lanternino – rivestito all'esterno con lastre di rame – circondato da un affresco con angeli che reggono un drappo con frange dorate. Affreschi della stessa epoca si trovano sopra gli archi del tamburo, con la rappresentazione delle otto Beatitudini.
Attraverso un'articolata doppia scala a chiocciola che precede l'altare maggiore, protetta da una cancellata originale in ferro battuto di Antonio Campanella, si accede a una   cripta circolare con tre altari alternati a quattro nicchie, affrescata sulla volta con putti e simboli araldico - religiosi. La sua funzione originaria era quella di custodire il tesoro di Sant'Anna e le reliquie di santi e martiri; dall'altare centrale, parte un cunicolo che si sviluppa lungo l'asse longitudinale della zona presbiteriale, che termina nel pavimento dell'abside attraverso una griglia di ferro: perse la sua funzione di ventilare l'ambiente, in seguito alla costruzione del coro e dell'abside semicircolare nel 1785.
Il prospetto principale, in tufo, innalzato nel 1771 su progetto di Antonio Interguglielmi, Giovan Battista Cascione Vaccarini (Palermo, 1729 – ivi, 1795 circa) e del conte Giovanni Filangeri di Santa Flavia (Palermo, ? – 1752), si presenta con tre portali d'ingresso, ripartito da colonne doriche alla base e da semicolonne ioniche al piano superiore, con al centro una serliana che accoglie il gruppo di Sant'Anna con Maria bambina in marmo bianco.
Completano l'insieme i due campanili allineati agli ingressi laterali, con cuspidi barocche: quello di sinistra dotato di orologio meccanico, l'altro con una meridiana solare.
I prospetti e le coperture sono stati sottoposti ad accurati interventi di restauro, terminati nel luglio 2007.

### Opere d'arte
Ad uno dei pilastri della navata ovale, è addossato il monumento commemorativo dedicato al principe Pietro II Filangeri, medaglione con busto ad altorilievo in marmo bianco incorniciato da decorazioni vegetali e sovrastato dallo stemma di famiglia, opera di Ignazio Francesco Marabitti (Palermo, 6 gennaio 1719 - ivi, 9 gennaio 1797) del 1762 circa.
Di grande pregio il baldacchino, eccellente lavoro d'ebanisteria che sovrasta l'altare maggiore, riproduzione in scala ridotta e con colonne corinzie del famoso baldacchino di San Pietro, di Gian Lorenzo Bernini: realizzato da Domenico Di Stefano e parzialmente dorato a foglia da Antonio Pellegrino, fu ideato dall'architetto Antonio Interguglielmi (Palermo, 1724 circa - ivi, 1822).
L'altare maggiore è sormontato da un'alta cupola circolare, all'esterno rivestita da piastrelle policrome, i cui pennacchi sono affrescati con i Dottori della chiesa d'Occidente e d'Oriente. Gran parte delle decorazioni a stucco furono eseguite da Bartolomeo Sanseverino (attivo a Palermo dalla metà degli anni '30 agli anni '70 del XVIII secolo), allievo di Giacomo Serpotta: sua altra opera è l'Angelo reggi ombrello in stucco, che sovrasta il pulpito rococò in legno dorato e laccato.
Affiancano l'altare maggiore due organi con i frontoni identici, in legno scolpito, dipinto e parzialmente dorato: quello di sinistra, restaurato nella sola parte meccanica negli anni novanta, risale al 1791 ed è opera di Giacomo Andronico in collaborazione con il messinese Carlo Grimaldi.
Nei quattro altari della navata ovale, trovano posto i dipinti su tela concava di Carmelo Salpietra (Corleone, seconda metà del XVIII secolo) che raffigurano: San Lorenzo con san Giorgio e santi martiri (primo altare di sinistra), San Michele Arcangelo (secondo altare di sinistra), San Pietro con i santi Giuseppe e Antonio da Padova e Aronne (secondo altare di destra) e Santa Teresa d'Avila con le sante Agata, Lucia, Chiara e sante martiri (primo altare di sinistra).
I due altari delle navate laterali sono sovrastati da due grandi pale, olii su tela centinata, dipinti di ottima fattura nella seconda metà del Settecento da ignoto, raffigurano l'Immacolata tra i santi Rosalia e Francesco di Paola e San Benedetto al cospetto della Santissima Trinità.
Di grande pregio due sculture in legno policromo a grandezza quasi reale: il Cristo risorto del 1795 circa, e l'ottocentesca San Giuseppe con Gesù bambino, della scuola di Antonio Bagnasco.
Alle pareti dell'adiacente sacrestia, del 1781, si possono osservare alcuni ritratti di casa Filangeri, databili dal XVII al XVIII secolo.